# Гарін Борис Іванович
Борис Іванович Гарін (рос. Борис Иванович Гарин; нар. 3 жовтня 1921, Скопин — пом. 2 травня 1984) — радянський військовий льотчик, Герой Радянського Союзу (1944).

## Біографія
Народився 3 жовтня 1921 року в місті Скопині (нині Рязанської області) в родині військовослужбовця. Росіянин. Ріс і навчався в місті Сухумі. Закінчив 10 класів середньої школи і аероклуб.
У 1938 році призваний до лав Червоної Армії. У 1940 році закінчив Сталінградську військово-авіаційну школу і працював у ній льотчиком-інструктором. На фронті радянсько-німецької війни з січня 1942 року. Член ВКП (б) з 1943 року. Воювати почав на літаку Р-5, потім пересів на Іл-2. Під час боїв з німцями в небі над Курською дугою старшого лейтенанта Б. І. Гаріна призначили командиром ескадрильї. Воював в небі над Донбасом, над Дніпром та в інших бивах. До кікця вересня 1943 року здійснив 98 бойових вильотів на штурмовку живої сили і техніки противника, залізничних вузлів, переправ та інших військових об'єктів. У повітряних боях збив два ворожих літака.
Указом Президії Верховної Ради СРСР від 4 лютого 1944 року «за зразкове виконання бойових завдань командування на фронті боротьби з німецько-фашистським загарбниками і проявлені при цьому мужність і героїзм» капітанові Борису Івановичу Гарину присвоєно звання Героя Радянського Союзу з врученням ордена Леніна і медалі «Золота Зірка» (№ 2380).
До кінця війни майор Б. І. Гарін воював на 3-му Українському фронті в складі 10-ї гвардійської штурмової авіаційної дивізії 17-ї повітряної армії. Всього за період війни здійснив 313 бойових вильотів, з них на літаку Р-5 — 98 вильотів і на Іл-2 як ведучий групи — 215. Ескадрилья під командуванням Б. І. Гаріна збила 25 літаків противника. Закінчив війну в Югославії командиром ескадрильї 167-го гвардійського штурмового авіаційного полку.
Після війни продовжував службу в радянській авіації. У 1958 році закінчив Військово-повітряну академію і був призначений командиром авіаційного полку. У 1964 році, після важкого інфаркту, був звільнений з армії в запас у званні полковника. Працював у центральному апараті Міністерства лісової промисловості УРСР інженером, вів роботу по «військово-патріотичному вихованню молоді».

Могила Бориса Гаріна

Жив у Києві. Помер 2 травня 1984 року. Похований в Києві на Байковому кладовищі.

## Нагороди
Нагороджений орденом Леніна, трьома орденами Червоного Прапора, орденом Олександра Невського, двома орденами Вітчизняної війни 1-го ступеня, орденом Червоної Зірки, медалями.

## Пам'ять
Іменем Бориса Гаріна названі вулиці в Києві та Кривому Розі. Його ім'я носила піонерська дружина школи № 7 міста Сухумі.